# Gabriel Raies
Gabriel Rodolfo Raies (Córdoba, Provincia de Córdoba; 11 de mayo de 1958) es un expiloto de automovilismo y de rally argentino. Adquirió popularidad en el ambiente de la disciplina del motor en su país, gracias a la obtención de 18 títulos en distintas categorías de nivel nacional e internacional, siendo la mayoría de estos en la disciplina rally. Compitió en las categorías Turismo Nacional, TC 2000, Turismo Carretera, Top Race y fue uno de los principales impulsores de la creación del Campeonato Argentino de Rally (luego denominado Rally Argentino), del cual supo ser además su máximo vencedor con 16 títulos, además de uno de sus máximos y habituales animadores.
Debido a su abultado palmarés (18 títulos), es considerado como uno de los máximos campeones del automovilismo argentino, compartiendo tal sitio de honor con Juan María Traverso, múltiple campeón de automovilismo de pista. Debutó en el automovilismo el 14 de mayo de 1976 y anunció su retiro el 5 de diciembre de 2002.
Actualmente, se dedica al acompañamiento de la carrera deportiva de su hijo adoptivo Juan Cruz Acosta Broda (quien compitiera en las categorías Fórmula Renault Plus y TC 2000), además de haber apadrinado la creación del equipo Toyota Young que compitió en TC 2000 en la temporada 2017.
Dentro de su familia, su padre Alcides Raies (1932-2017) fue también un piloto y promotor del automovilismo en la República Argentina, mientras que sus hermanos Marcelo y Juan Pablo también supieron incursionar en el automovilismo, obteniendo también títulos en la disciplina del rally, aunque en menor medida que Gabriel. En el caso de Marcelo (campeón argentino de Clase A de Rally en 1981), tras retirarse de la competición se dedicó a dirigir su propio equipo de rally, mientras que Juan Pablo fue campeón sudamericano de la clase A8 de Rally, en el año 2005.

## Resultados

### Turismo Competición 2000
| Año  | Equipo                | Auto           | 1    | 2    | 3   | 4   | 5   | 6   | 7   | 8   | 9  | 10  | 11   | 12   | 13  | 14  | 15  | 16  | 17    | 18    | 19  | 20  | 21  | 22  | 23  | 24  | 25  | 26  | 27    | 28    | Res. | Puntos |
| ---- | --------------------- | -------------- | ---- | ---- | --- | --- | --- | --- | --- | --- | -- | --- | ---- | ---- | --- | --- | --- | --- | ----- | ----- | --- | --- | --- | --- | --- | --- | --- | --- | ----- | ----- | ---- | ------ |
| 1999 |                       |                | AG I | AG I | MDP | MDP | POS | POS | OLA | OLA | RC | RC  | BA I | BA I | BB  | BB  | TRE | TRE | AG II | AG II | GR  | GR  | RAF | RAF | PAR | PAR | SJO | SJO | BA II | BA II | 14.º | 43     |
| 1999 | Honda Team Pro Racing | Honda Civic VI | 7    | Ret  | 26† | Ret | 9   | 11  | Ret | Ex. | 6  | 16† | 6    | Ret  | Ret | Ret | 11  | Ret | 8     | Ret   | 22† | Ret | 4   | Ret | Ret | Ret | Ret | Ret | 14    | 3     | 14.º | 43     |

## Palmarés

### Rally Argentino
| Título  | Divisional              | Automóvil                | Año  |
| ------- | ----------------------- | ------------------------ | ---- |
| Campeón | Clase C                 | Fiat 128                 | 1981 |
| Campeón | Clase 2                 | Renault 12               | 1984 |
| Campeón | Clase 3                 | Renault 18               | 1986 |
| Campeón | Clase 3                 | Renault 18               | 1988 |
| Campeón | Clase 3                 | Renault 18               | 1989 |
| Campeón | Clase 3                 | Renault 18               | 1990 |
| Campeón | Clase 3                 | Renault 18               | 1991 |
| Campeón | Clase 3                 | Renault 18               | 1992 |
| Campeón | Clase 3                 | Renault 18               | 1994 |
| Campeón | Fórmula 2 Internacional | Renault Clio Williams    | 1995 |
| Campeón | Fórmula 2 Internacional | Renault Clio Williams    | 1996 |
| Campeón | Grupo N Clase 4         | Mitsubishi Lancer Evo VI | 2000 |
| Campeón | Grupo A Clase 8         | Toyota Corolla WRC       | 2001 |
| Campeón | Campeonato Argentino    | Toyota Corolla WRC       | 2001 |
| Campeón | Grupo A Clase 8         | Toyota Corolla WRC       | 2002 |
| Campeón | Campeonato Argentino    | Toyota Corolla WRC       | 2002 |

### Turismo Nacional
| Título  | Divisional    | Automóvil | Año  |
| ------- | ------------- | --------- | ---- |
| Campeón | Clase B (ACA) | Fiat 128  | 1978 |
| Campeón | Clase C       | Fiat 125  | 1981 |